# Залесное (Донецкая область)
Залесное (укр. Залісне) — посёлок, входящий в Снежнянский городской совет Донецкой области Украины. Находится под контролем самопровозглашённой Донецкой Народной Республики.

## География
Посёлок примыкает своей восточной стороной к границе Донецкой и Луганской областей.

#### Территория
Площадь Залесного составляет — 362,8 га.
В состав территории поселка входят населённые пункты:
- шахты № 104;
- шахты № 37.

#### Соседние населённые пункты по странам света
З, СЗ: город Снежное
С: Коренное — в Луганской области
СВ: город Миусинск — в Луганской области
В: Лесное — в Луганской области
ЮЗ: Червоный Жовтень
ЮВ: Никифорово, Зрубное, Рассыпное
Ю: Победа, Лиманчук, Бражино, Горняцкое, Первомайский, Первомайское

## Население
По переписи 2001 года составляло 2 705 человек. Почтовый индекс — 86590. Телефонный код — 6256. Код КОАТУУ — 1414446200.

## История
Образование посёлка началось с момента сооружения барачных построек в лесу, ниже современного посёлка шахты № 37. Известно, что в 1926 году при закладке ствола шахты № 40 было построено жильё барачного типа, около них уже в 1930—1932 годах были построены нарядная и столовая. Обедневшие крестьяне бросали свои хозяйства и переезжали на шахты целыми семьями, но в бараках места не хватало. Они были вынуждены самовольно строить дома — хаты у самого леса. В 1933—1934 годах было построено четыре хаты. Чтобы решить жилищный вопрос, власти города Снежного стали выделять землю под застройку частного сектора. К 1939 году выросла первая улица посёлка шахты № 37, названная ул. Чапаева — ныне улица Суханова. Начальником шахты в то время был Белявский, благодаря его стараниям был сформирован посёлок. Он оборудовал столовую, организовал общественное питание шахтёров. Первыми застройщиками шахты № 37 были: Дуб Н. И., Боклагов А., Емельянов П.Г и Емельянова Татьяна Филипповна (в 1936 г. она была избрана депутатом от посёлка шахт № 37 и № 40), Дёмин, Писарченко, Рудов, Балуев, Дегтярёв, Вернигора. Однако большая часть посёлка построена после 1950 года. В деревянных бараках люди жили до 1957 года, которые по прошествии 30 лет начали разрушаться.
При строительстве шахты № 104 первые упоминания и первые поселения относятся к 1948 году. Росли первые частные дома, строились финские домики, начинали работать угольные предприятия.
20 декабря 1957 года решением Сталинского облисполкома в делах улучшения процесса управления территорией и совершенствования административно-территориального деления решено: отнести объединённый поселок восточной группы шахт треста «Снежноеантрацит» Снежнянского района к категории поселков городского типа, присвоив ему название «Залесное», поселковый совет депутатов трудящихся именовать «Залесненский». Название Залесное произошло от месторасположения поселка «за лесом».

## Местный совет
86590, Донецкая обл., Залесненский поселковый совет, пгт. Залесное, ул. Гастелло, 2